# جائزة أستراليا الكبرى للدراجات النارية

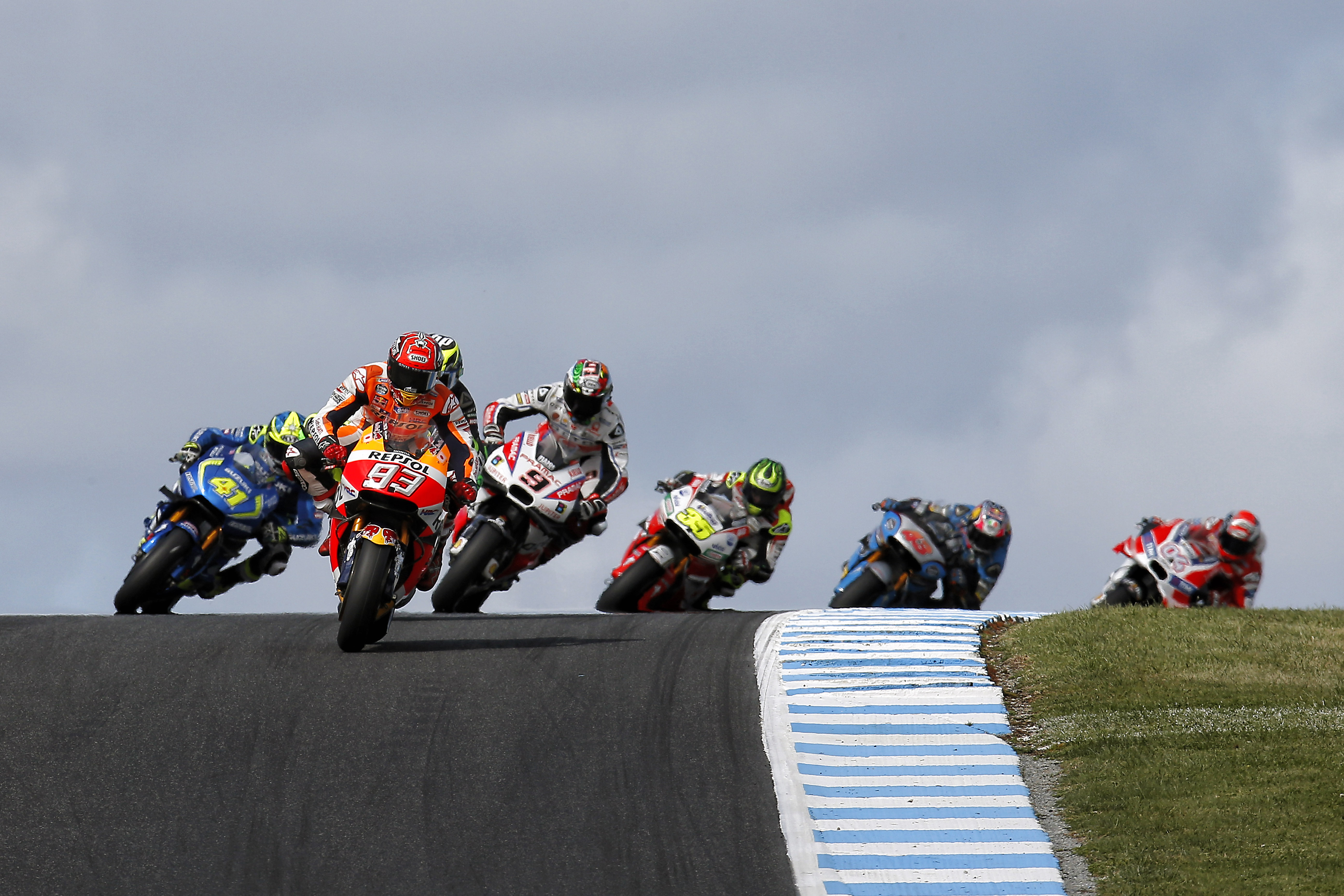

جائزة أستراليا الكبرى للدراجات النارية هي حدث سباق للدراجات النارية ضمن سباق الجائزة الكبرى للدراجات النارية. انطلقت الجائزة في سنة 1937 وتقام حاليا في حلبة الجائزة الكبرى بجزيرة فيليب. يعتبر فالنتينو روسي هو المتسابق الأكثر فوزا بها يليه الأسترالي كيسي ستونر.